# Ammendamento
L'ammendamento consiste nel miglioramento delle proprietà fisiche di un terreno. Esso si distingue dalla concimazione in senso stretto in quanto, in linea di principio, non modifica le proprietà chimiche e nutritive del terreno stesso.
Tuttavia, l'ammendamento viene spesso ottenuto attraverso l'aggiunta di sostanze che hanno anche un ruolo fertilizzante, come lo stallatico, prodotto attraverso la stagionatura della lettiera mista a feci e urina proveniente dalle stalle di bovini ed equini. In questo caso, le funzioni ammendante e fertilizzante si complementano in un'unica sostanza.
L'ammendamento tipicamente migliora la struttura del terreno, rendendolo meno compatto; facilita la ritenzione dell'acqua, rendendo quindi più efficaci ed economici gli interventi di irrigazione; facilita inoltre la crescita delle radici, e l'ossigenazione del terreno, facilitando quindi l'opera di umificazione della sostanza organica presente.